# Ракош
Ра́кош — село в Україні, в Закарпатській області, Хустському районі. Входить до складу Вишківської селищної громади.

## Історія
У другій половині XIX століття тут почали діяти державні шахти з видобутку свинцевої руди.
Село Ракош належить до поселень що сформувались у середині 50-х років ХХ ст., переважно з переселенців гірських місцевостей, умови проживання яких були важкими. В довоєнний період в цьому процесі сприяла соціальна політика чехословацької держави яка виділяла на таку програму відповідні кошти. Завдяки цьому такі поселення з'являлись повсюдно в низинній частині Закарпаття. Землі на пагорбах околиць Ракоша уже набагато раніше були освоєні, переважно під садівництво і зокрема вирощування яблук для вивозу в європейські країни. Земля важко освоювалась через лісисту місцевість цілими поколіннями вишківчан які були її власниками через географічну близькість, але не стали переселятись сюди. 

Чехословацька держава дбала про навчання закарпатських дітей, але проблему навчання у небагаточисельному поселенні вирішила вже угорська влада у воєнний період. Приміщення школи орендували в будинку громадянина Алечки, встановити особу одного з учителів вдалось. Молодий вчитель Штейфан Степан був направлений до школи після закінчення педагогічного вишу. Як не дивно, мовою навчання була як угорська, так і русинська, тому старожили селе вміли розмовляти і угорською. До речі вказаний вчитель залишився у Вишкові і продовжував навчати діточок протягом ще 40 років. У післявоєнний період початкова школа продовжувала перебувати у названому приміщенні і перейшла на радянські стандарти.
З кінця 50-х років отримує статус села колишнє хутірне поселення найманих батраків Ракош. У селі існує восьмирічна школа з 1967 року. 1993 року школа була перейменована на ЗОШ І-ІІ ступенів с.Ракош., проте з введенням нового статуту школи з 2007 року називається як Ракошська ЗОШ І-ІІ ст.
У Ракоші, у мальовничій екологічно чистій гірській лісовій місцевості, розташований Позаміський дитячий заклад оздоровлення та відпочинку «Шаяни» на 120 дітей.
У Неділю святих отців Першого Вселенського собору в селі Ракош Хустського району архієпископ Хустський і Виноградівський Іоанн звершив освячення храму на честь Успіння Пресвятої Богородиці.

## Туристичні місця
- шахти з видобутку свинцевої руди
- Вишківський замок